# DHL Aviation
DHL Aviation – przedsiębiorstwo z siedzibą w belgijskim Zaventem, zajmujące się przewozem przesyłek i logistyką. Powstało z podziału linii DHL Express należącego w całości do Deutsche Post.